# Labrador City
Labrador City är en stad i Newfoundland och Labrador, belägen i västra Labrador, nära gränsen till Quebec. År 2011 bodde det 7 367 personer i staden.
Staden grundades under 1960-talet efter att Iron Ore Company of Canada öppnat en järnmalmsgruva i området.
Wabush Airport ligger nära staden.

### Fotnoter
1. ↑  Janet E.m. Pitt, Robert D. Pitt (13 september 2012). ”Labrador City” (på engelska). Canadian Encyclopedia. https://www.thecanadianencyclopedia.ca/en/article/labrador-city. Läst 19 november 2018.